# Copa Asiática Sub-23 de la AFC
La Copa Asiática Sub-23 de la AFC (conocida anteriormente como Copa de la AFC Sub-23 o como Campeonato Sub-23 de la AFC) es el torneo de fútbol de selecciones sub-23 que se disputa cada 2 años en Asia y que cuenta con la participación de 16 selecciones sub-23 de todo el continente, con la novedad de que a partir del año 2016 el torneo se utiliza como  clasificatorio para los Juegos Olímpicos, el cual otorga 3 plazas para la AFC.

## Formato
El torneo se compone de la siguiente manera:
- Los 16 clasificados son los mismos que clasificaron a la ronda final del Campeonato sub-19 de la AFC.
- Se juega en 16 días.
- 3 de las 4 sedes deben estar en al menos dos ciudades que sirvan para recibir a las selecciones.

El anfitrión del torneo será rotativo según la región geográfica, siendo elegida la sede de la primera edición vía sorteo.

## Resultados
| Edición | Año                            | Sede                        | Campeón                     | Final Resultado             | Subcampeón                  | Tercer lugar                | Resultado                   | Cuarto lugar                |
|         | Campeonato Sub-22 de la AFC    | Campeonato Sub-22 de la AFC | Campeonato Sub-22 de la AFC | Campeonato Sub-22 de la AFC | Campeonato Sub-22 de la AFC | Campeonato Sub-22 de la AFC | Campeonato Sub-22 de la AFC | Campeonato Sub-22 de la AFC |
| ------- | ------------------------------ | --------------------------- | --------------------------- | --------------------------- | --------------------------- | --------------------------- | --------------------------- | --------------------------- |
| 1       | 2014 Detalles                  | Omán                        | Irak                        | 1 - 0                       | Arabia Saudita              | Jordania                    | 0 - 0 (3 - 2 pen.)          | Corea del Sur               |
|         | Campeonato Sub-23 de la AFC    |                             |                             |                             |                             |                             |                             |                             |
| 2       | 2016 Detalles                  | Catar                       | Japón                       | 3 - 2                       | Corea del Sur               | Irak                        | 2 - 1 (t. s.)               | Catar                       |
| 3       | 2018 Detalles                  | China                       | Uzbekistán                  | 2 - 1 (t. s.)               | Vietnam                     | Catar                       | 1 - 0                       | Corea del Sur               |
| 4       | 2020 Detalles                  | Tailandia                   | Corea del Sur               | 1 - 0 (t. s.)               | Arabia Saudita              | Australia                   | 1 - 0                       | Uzbekistán                  |
|         | Copa Asiática Sub-23 de la AFC |                             |                             |                             |                             |                             |                             |                             |
| 5       | 2022 Detalles                  | Uzbekistán                  | Arabia Saudita              | 2 - 0                       | Uzbekistán                  | Japón                       | 3 - 0                       | Australia                   |
| 6       | 2024 Detalles                  | Catar                       | Japón                       | 1 - 0                       | Uzbekistán                  | Irak                        | 2 - 1 (t. s.)               | Indonesia                   |
| 7       | 2026 Detalles                  | Arabia Saudita              |                             |                             |                             |                             |                             |                             |

## Títulos por equipo
En cursiva, se indica el torneo en que el equipo fue local.
| Equipo         | Campeón        | Subcampeón     | Tercer lugar   | Cuarto lugar   |
| -------------- | -------------- | -------------- | -------------- | -------------- |
| Japón          | 2 (2016, 2024) | -              | 1 (2022)       | -              |
| Uzbekistán     | 1 (2018)       | 2 (2022, 2024) | -              | 1 (2020)       |
| Arabia Saudita | 1 (2022)       | 2 (2013, 2020) | -              | -              |
| Corea del Sur  | 1 (2020)       | 1 (2016)       | -              | 2 (2013, 2018) |
| Irak           | 1 (2013)       | -              | 2 (2016, 2024) | -              |
| Vietnam        | -              | 1 (2018)       | -              | -              |
| Catar          | -              | -              | 1 (2018)       | 1 (2016)       |
| Australia      | -              | -              | 1 (2020)       | 1 (2022)       |
| Jordania       | -              | -              | 1 (2013)       | -              |
| Indonesia      | -              | -              | -              | 1 (2024)       |